# تكريمات عيد الميلاد
تكريمات عيد ميلاد الملك / الملكة هي تكريمات في بعض مجالات عالم الكومنولث، بمناسبة عيد ميلاد الملك الحاكم الرسمي من خلال منح مختلف الأفراد التعيين في أوامر وطنية أو سلالة أو منح الزينة والميداليات. يقدم الوسام من قبل الملك أو ممثل فيسيريغال. يتم التكريم باسم السنة الجديدة مع مرتبة الشرف كل عام. يتم نشر جميع الألقاب الملكية في جريدة رسمية والصحف اليومية.
تم بداية منح وسام الشرف في عيد ميلاد السيادية منذ عام 1860 خلال عهد الملكة فيكتوريا، في عيد ميلاد خليفها الملك إدوارد السابع (1901-1910) ولكنه لم تمنح في 9 نوفمبر 1901. بعد عام 1908 تم نقل عيد ميلاد الملك الرسمي في المملكة المتحدة إلى الأول أو الثاني أو الثالث من يوم السبت في يونيو. حواجز الكمنولث الأخرى تحتفل بعيد الميلاد الرسمي في تواريخ مختلفة (عادة أواخر مايو أو أوائل يونيو). يتم منح وسام الشرف وفقا لذلك.

## وصلات خارجية
- Honours lists – List and links of birthday honours lists as published in the ذا لندن غازيت (since 1940)
- Honours lists – List and links of birthday honours lists as published in the ذا لندن غازيت (1885–1939)